# ラウタロ・アコスタ
ラウタロ・ヘルマン・アコスタ（Lautaro Germán Acosta, 1988年3月14日 - ）は、アルゼンチン・ブエノスアイレス州出身のサッカー選手。アルゼンチン代表。CAラヌース所属。ポジションはミッドフィールダー。

## 経歴
ラヌースの下部組織出身で、2006年にデビューした。すぐに重要な選手になり、2007年前期リーグの優勝に貢献した。2008年、700万ユーロの移籍金でスペインのセビージャFCに移籍した。セビージャではセンターフォワードとしてプレーしたこともある。2011年夏、ラシン・サンタンデールにレンタル移籍した。

## 代表歴
2007年にU-21アルゼンチン代表に選出され、2007年の南米ユース選手権、FIFA U-20ワールドカップに出場した。2008年には北京五輪に出場し、優勝した。コートジボワール戦では得点を挙げた。

## タイトル

### クラブ
CAラヌース
- プリメーラ・ディビシオン : 2007-08A

### 代表
U-20アルゼンチン代表
- FIFA U-20ワールドカップ : 2007

U-23アルゼンチン代表
- オリンピックサッカー : 2008